# Tommy Thayer
Tommy Thayer, nome artístico de Thomas Cunningham Thayer (Portland, 7 de novembro de 1960) é um guitarrista norte-americano.
Desde 2002, é o guitarrista solo da banda Kiss, tendo participado de várias turnês e registros ao vivo, além dos dois últimos álbuns de estúdio, Sonic Boom (2009) e Monster (2012).
Seu currículo também conta com gravações ao lado de Jimmy Barnes, Doro Pesch, Loverboy, Medicine Wheel, Shake The Faith e Harlow, entre outros.

## Carreira
Thomas é filho de uma cantora clássica/violinista com um militar de reserva, empresário e líder comunitário. Começou a tocar guitarra aos 13 anos. Começou a carreira tocando em bandas locais. Foi Ace cover em uma banda cover. 
Tommy Thayer foi guitarrista da banda Black N' Blue e logo que entrou para a banda assinaram contrato com a Geffen Records. Co-escreveu várias músicas dos 4 álbuns do Black 'N Blue, vendendo milhões no mundo todo. Durante sua carreira no Black N' Blue ele cruzou seu caminho como Kiss.
Trabalha com o Kiss desde o final dos anos 80, tanto na parte empresarial como na função de compositor, tendo participado de diversos projetos musicais, na checagem de som e às vezes como músico contribuinte. Assinou faixas nos álbuns Hot in the Shade ( "Betrayed", "The Street Giveth And The Street Taketh Away" ), Carnival of Souls ("Childhood's End") e Psycho Circus.
Ele está creditado como produtor no primeiro volume de 9 livros KISStory, coordenou e administrou a Kiss Convention World Tour oficial em 1995, dirigiu e produziu o DVD (que virou platina dupla) Kiss: The Second Coming, e criou o título de abertura de Detroit Rock City da New Line Cinema.
Tommy trabalhou com Ace na preparação da Alive/Worldwide Reunion Tour em 1996 enquanto Ace revia e se lembrava de seus solos e suas partes nas guitarras.
Tommy tocou em quase todo álbum Psycho Circus, apesar de não ser creditado.
Frehley se apresentou pela última vez com o Kiss na Austrália, em 2001, pela Farewell Tour. Há relatos que ele socou Tommy Thayer, que era o tour manager, na cabeça após um desentendimento nos bastidores.
Em 2002, quando Ace Frehley deixou o grupo após o término da turnê Farewell Tour, Tommy o substituiu usando a caracterização de "Space Man", caracterização que é de Ace, em 3 apresentações do Kiss, incluindo um show do Kiss na Jamaica dia 6 de março, uma campanha nacional KISS/That 70's Show na FOX TV no dia 21 de março e uma apresentação nacional do Kiss televisionada no American Bandstand 50th Anniversary Show no Dick Clark na ABC no dia 19 de abril. Tommy continuou o trabalho em muitos outros projetos de filmes e vídeo do Kiss incluindo o especial de TV do VH1 Kiss Beyond The Make-up, o show em pay-per-view Last Kiss que foi em 2001.
Com Tommy, o Kiss fez o show "KISS Symphony" com a Orquestra Sinfônica de Melbourne, na Austrália, que saiu em CD duplo e simples intitulado Kiss Symphony: Alive IV e em DVD intitulado Kiss Symphony e também em pay-per-view em 2003. Seguiram com a turnê para o Japão, voltaram para os EUA e fizeram a tour com o Aerosmith no verão norte-americano.
Em 2008, pela Alive/35 Tour, Tommy cantou a música "Shock Me" causando um certo tumulto entre os fãs do Kiss. 
Em 2021, comprou propriedade em Oregon, nos Estados Unidos, para iniciar produção de vinhos Pinot Noir, Chardonnay e Sauvignon Blanc. No mesmo ano, por teste de DNA, descobre que tem uma filha chamada Sierra, sua única filha.

## Discografia

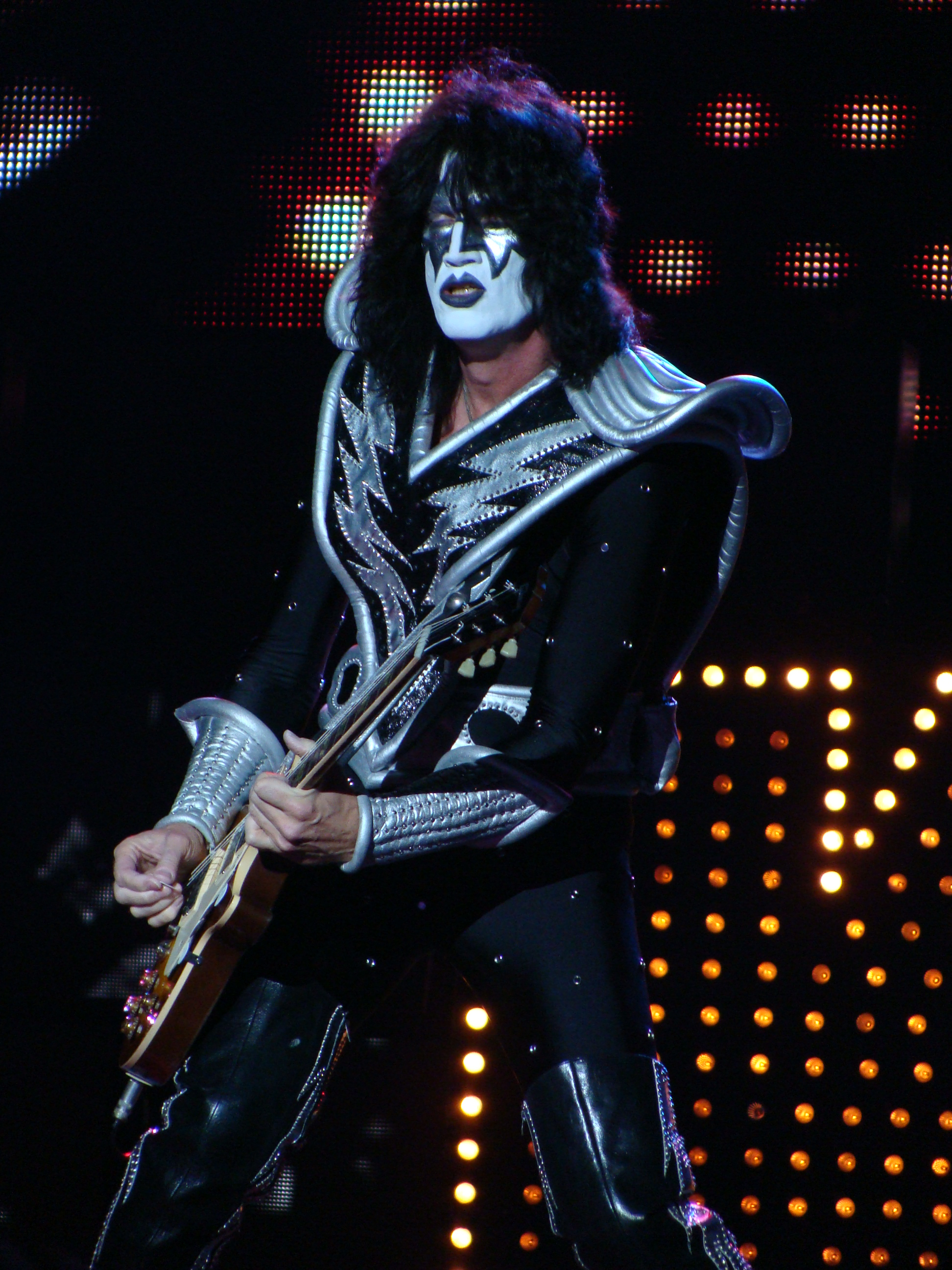
Tommy em 2010.

### Black 'N Blue
- Metal Massacre (1982)
- Black 'N Blue (1984)
- Without Love (1985)
- Nasty, Nasty (1986)
- In Heat (1988)
- One Night Only Live (1988)

### Kiss
- Symphony: Alive IV (2003)
- Jigoku Retsuden (2008)
- Sonic Boom (2009)
- Monster (2012)

## Equipamento

### Amplificação
- Cabeçotes e Amplificadores da Hughes & Kettner

### Guitarras
- Gibson Les Paul Sunburst 1960 Re-issue
- Gibson Les Paul Silver Sparkle
- Gibson Les Paul Honeyburst 1958 Re-issue
- Gibson Les Paul Black 1960 Re-issue
- Gibson Les Paul Deluxe 1972
- Gibson Les Paul Black Custom 1976
- Gibson Les Paul Standard 1975
- Gibson Les Paul Classic Rocket Guitar Black
- Gibson Explorer Silver Sparkle